# انحصار

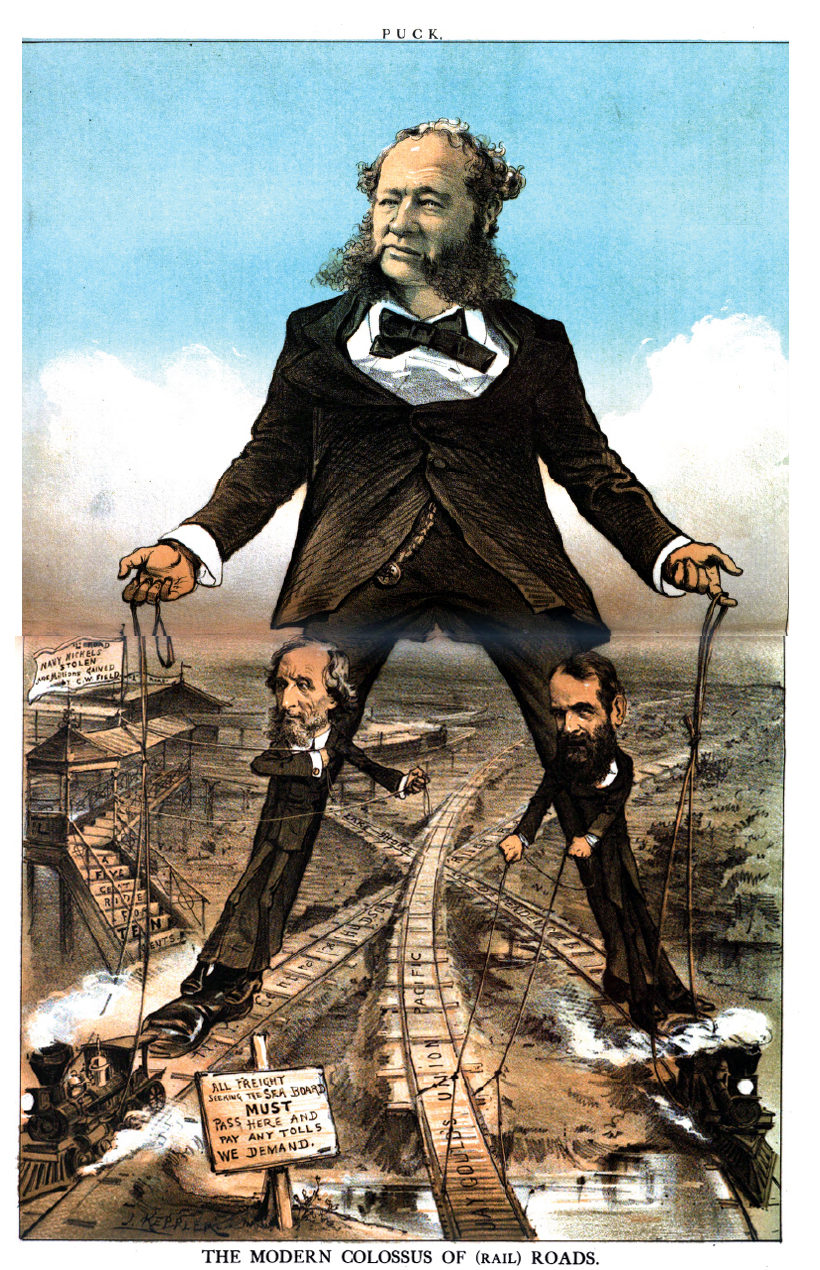
تصویری از سال ۱۸۷۹ که تسلط بارون‌های خط‌آهن را بر سیستم ریلی نشان می‌دهد.

در علم اقتصاد، انحصار یا مونوپولی (به انگلیسی: monopoly) زمانی به وجود می‌آید که یک شخص ویژه یا یک سرمایه‌گذار کنترل کافی روی تولید یا خدمتی خاص دارد و به‌طور معنی‌داری برحسب این‌که افراد دیگر باید به آن دسترسی داشته باشند، تعیین می‌شود. (این در تضاد با انحصار مصرف‌کننده است که در آن تنها یک شخص روی بازار برای خریداری کالا یا خدمت کنترل دارد، مربوط است و با بازار چندقطبی که در آن تعداد کمی از اشخاص تأثیر قابل توجهی روی صنعت اعمال می‌کنند، فرق دارد) انحصارها به فرایندهایی که یک بنگاه سودهای مصرانه و سهم بزرگتری از بازار را نسبت به حالت رقابت کامل دارند، ارجاع می‌شوند.
انحصار تولیدکننده باید از انحصار مصرف‌کننده که در آن فقط یک خریدار کالا یا خدمت وجود دارد تفکیک شود، این انحصار ممکن است بخشی از بازار را در اختیار داشته باشد. همچنین باید از یک کارتل (شکلی از چند قطبی) که در آن ارائه دهندگان چندین قانون با هم خدمات، قیمت‌ها یا فروش کالاها را هماهنگ می‌کنند تفکیک شود. انحصارهای تولیدکننده، انحصارهای مصرف‌کننده و چند قطبی‌ها مبتنی بر شرایطی اند که در آن یک یا تعداد کمی از اشخاص قدرت بازار دارند و بنابراین باید با مصرف کنندگانشان (انحصار تولیدکننده)، تأمین کنندگان (انحصار مصرف‌کنندگان) و دیگر بنگاه‌ها (چند قطبی) در طریقه تئوریک یک بازی روابط متقابل داشته باشند؛ یعنی اینکه انتظار می‌رود رفتارهای آن‌ها در انتخاب راهبرد دیگر بازیگران تأثیر بگذارد و برعکس. این در تناقص با مدل رقابت کامل است جائیکه بنگاه‌ها گیرنده قیمت هستند؛ و قدرت بازاری ندارند. انحصارطلب‌ها به نوعی کالاهای کمتری تولید می‌کنند و آن‌ها را در قیمت بالاتری نسبت به حالت رقابت کامل می‌فروشند در نتیجه سود غیر نرمال و پایدار شده دارند.
شکل انحصار می‌تواند به‌طور طبیعی یا عمودی کامل یا به صورت ترکیب‌های افقی باشد. وقتی که بنگاه انحصاری رقبایش را عملاً از ورود به یک زمینه ممنوع می‌کند یا آن‌ها را بخاطر انجام دادن کاری تنبیه می‌کند به آن انحصار زورگویانه گفته می‌شود.
انحصار تولیدکننده بازاری است که در آن فقط یک تأمین‌کننده محصول وجود دارد و تولیدات را می‌فروشد. تنها یک فروشنده در یک صنعت معین وجود دارد و برای کالاهای تولیدشده جانشین وجود ندارد. این ساختار بازار را انحصار خالص می‌گویند. گاهی تعدادی فروشنده در یک صنعت وجود دارند و برای بعضی از کالاهای تولید شده جانشین نزدیک وجود دارد. اما با این وجود بنگاه‌ها مقداری از قدرت بازار را حفظ می‌کنند که به آن رقابت انحصاری می‌گویند، در صورتی که در چند قطبی چارچوب نظری اصلی حول محور تعاملات راهبردی بنگاه‌ها است.

## انحصار در مقابل بازارهای رقابتی
- قدرت بازار:قدرت بازار توانایی تأثیرگذاری بازار بر حسب شرایطی از معاملات است که در آن قیمت تولیدات توسط بازار وضع می‌شود. (در رقابت کامل قیمت توسط بازار وضع نمی‌شود) اگرچه انحصار از قدرت بازار بالایی برخوردار است اما آن هنوز توسط طرف تقاضای بازار محدود شده‌است. یک انحصار با شیب منفی منحنی تقاضا مواجه‌است اما این منحنی کاملاً بی کشش نیست. در نتیجه هر افزایش قیمت، زیان بعضی از مشتریان را در پی خواهد داشت.
- بنگاه وصنعت:در بازار انحصاری بنگاه خودش یک صنعت است؛ بنابراین هیچ فرقی بین بنگاه و صنعت درچنین بازاری وجودندارد.
- تبعیض قیمت:یک انحصار طلب می‌تواند قیمت و مقدار تولید را تغییر دهد. او مقادیر بیشتری را با دریافت قیمت کمتر در مقابل تولید در یک بازار با کشش بالاتر و مقادیر کمتری را با دریافت قیمت بیشتری در یک بازار با کشش پایین‌تر می‌فروشد.
- انحصار در مقابل رقابت کامل: درحالی که انحصار و رقابت کامل مرزهایی از ساختار بازارند. اما تعدادی نقطه مشابه دارند. تابع‌های هزینه آن‌ها مشابه است. درهردو بنگاه‌ها به دنبال حداقل هزینه و حداکثرسود هستند. در تصمیم‌گیری‌های خاموش مشابه‌اند. پس بااینکه فرق‌هایی وجود دارد اما ملاحظه می‌کنیم که در بعضی از موارد مهم مشابه هستند.
- موانع ورود به بنگاه: موانع ورود به بنگاه شرایطی هستند که از ورود رقبا به بازار جلوگیری می‌کنند. بنگاه‌های جدید از لحاظ سود و گسترش در بازار محدود می‌شوند. در بازارهای رقابت کامل ورود و خروج آزاد است. هیچ مانعی برای ورود، خروج یا رقابت وجود ندارد. اما انحصارها موانع نسبتاً زیادی برای ورود دارند. این موانع باید به اندازه کافی قوی باشند که از ورود هر رقیب بالقوه‌ای به بازار جلوگیری وا و را دلسرد کنند.

درحقیقت یک رقابت انحصاری با شیب نزولی منحنی تقاضا مواجه‌است این به این معنی است که رابطه بین درآمدکل و محصول در انحصار نسبت به بنگاه‌های رقابتی تفاوت زیادی دارد. درآمدکل برابر است با قیمت در مقدار محصول. یک بنگاه رقابتی با منحنی تقاضای کاملاً مواجه‌است این به این معنی است که درآمد کل نسبت به محصول است؛ بنابراین درآمدکل برای بنگاه رقابتی یک شعاعی با شیب برابر با قیمت بازاراست. بنگاه رقابتی می‌تواند همهٔ محصولاتش را با امنیت دربازار بفروشد. امادر انحصار برای افزایش فروش محصول باید قیمت کاهش یابد؛ بنابراین منحنی درآمد کل انحصار سهمی است. هنگامی که شیب درآمد کل صفراست درآمد کل به حداکثر ارزش خود رسیده‌است. شیب تابع درآمد کل درآمد نهایی است. همچنین حداکثر مقدار و قیمت زمانی که MR=۰ است اتفاق می‌افتد. برای مثال فرض کنید که تابع تقاضای انحصار P=۵۰–۲Qاست. تابع درآمد کل TR = ۵۰Q - 2Q۲ و درآمد نهاییMR=۵۰–۴Q می‌باشد.
1. ۵۰–۴Q = ۰
2. ۴Q =-۵۰
3. Q = ۱۲٫۵

اگر درآمد نهایی برابر با صفر باشد مقدار حداکثردرآمد انحصار ۱۲٫۵ و حداکثرقیمت درآمد ۲۵ می‌شود.
۱۲٫۵=P=۲۵ , Q
یک شرکت با فعالیت انحصاری فشار قیمت رابرای رقبایش نمی‌طلبد. اگرچه ممکن است با فشار قیمت‌گذاری برای رقبای بالقوه مواجه شود. اگر شرکت قیمت‌ها را بیش ازحد افزایش دهد شرکت‌ها ی دیگر برای ورود به بازار باید قادر باشد همان کالا را درقیمت کمتری تهیه کند.
یک انحصار خالص، از عقلانیت اقتصادی مشابه بنگاه‌های تحت رقابت کامل پیروی می‌کند، یعنی این که حداکثرسازی تابع سود با توجه به برخی از محدودیت‌ها است. برمبنای فرضیه‌هایی از هزینه‌های نهایی فزاینده، قیمت نهاده‌های برونزا، وکنترل متمرکز شده روی یک عامل اقتصادی یا کارفرما، تصمیمی بهینه‌است که هزینهٔ نهایی و درآمد نهایی تولید را برابر سازد. با این وجود انحصار خالص می‌تواند – برخلاف یک بنگاه رقابتی – قیمت بازار را مطابق میل خود تغییر دهد: کاهش در سطح تولید مو جب بالا رفتن قیمت می‌شود. در اقتصاد «jargon» گفته می‌شود که انحصارهای خالص «با شیب نزولی تقاضا مواجه ا ند.»نتیجه مهم چنین رفتارهایی توجه به ارزش است: به نوعی انحصار، یک قیمت بالاتر و مقدار پایین‌تری از محصول را نسبت به بنگاه گیرنده قیمت انتخاب می‌کند: سود قابل دسترس در یک قیمت بالاتر کمتر است.

## قانون کشش معکوس
یک انحصار قیمتی را که تفاوت بین درآمد کل وهزینهٔ کل را حداکثر سازد انتخاب می‌کند.
بر این اساس قانون سود می‌تواند به
P-Mc/P) = ۱/PED) بیان می‌شود. قانون‌ها ی سود نسبت بین سود نهایی و قیمت که نسبتی معکوس برای کشش قیمتی تقاضا است را نشان می‌دهند. مفهوم قانون سود این است که هرچه تقاضا برای تولید با کشش تر باشد انحصار قدرت قیمت گذاری کمتری دارد.
افزایش قیمت نسبت به هزینه نهایی در هر بازار فرعی برابر با معکوس کشش تقاضا در آن بازار فرعی است.

## قیمت تبعیضی و تسخیر مازاد مصرف‌کننده
با یک مثال فرض می‌کنیم که تحت یک سیستم قیمت‌گذاری یکنواخت انحصارطلب ۵ واحد از محصول را با قیمت ۱۰$به ازای هر واحد می‌فروشد. فرض می‌کنیم هزینه نهایی او ۵$ به ازای هر واحد است. درآمد نهایی۵۰$، هزینه‌های کل ۲۵$ و سودهایش ۲۵$ می‌باشد. حال اگر انحصارطلب طبق یک قیمت تبعیضی عمل کند اولین واحد را ۵۰$، دومین واحد را۴۰$ و به همین ترتیب واحدهای بعدی را می‌فروشد. درآمد کل او به ۱۵۰$، هزینه کل به ۲۵$ و سود او به ۱۲۵$ می‌رسد. انحصارطلب کل مازاد مصرف‌کننده را تسخیر کرده و عملاً زیان مرده را محدود ساخته‌است بخاطر این که او حاضر است محصول خود را به هر کسی که مایل به پرداخت حداقل هزینه نهایی باشد بفروشد؛ بنابراین اولاً قیمت تبعیضی مشوق کارایی است. دوماً در این طرح قیمت‌گذاری قیمت مساوی با درآمد متوسط و برابر با درآمد نهایی است یعنی P=MR=AR می‌باشد. سوم آن که در قیمت تبعیضی تولیدات انحصارطلب نسبت به استفاده او از طرح قیمت‌گذاری یکنواخت بیشتراست.
| Qd | Price |
| -- | ----- |
| ۱  | ۵۰    |
| ۲  | ۴۰    |
| ۳  | ۳۰    |
| ۴  | ۲۰    |
| ۵  | ۱۰    |

## مازادها و زیان مرده
مازادها وزیان مرده به وسیلهٔ وضع قیمت انحصاری بر طبق یک مد ل استاندارد ایجاد می‌شوند که در آن انحصارطلب مقدار کمتری از کالا را در یک قیمت بالاتر نسبت به بنگاه‌های تحت رقابت کامل می‌فروشد. بخاطر این که انحصارطلب در نهایت معاملاتی با مشتریان انجام می‌دهد که ارزش خدمات یا تولیدات، نسبت به هزینهٔ آن‌ها بیشتر است. با وجود زیان مرده، مازادهای مشترک (یا ثروت) برای انحصارطلب و مصرف‌کنندگان الزاماً نسبت به مازاد به دست آمده توسط مصرف‌کنندگان در رقابت کامل کمتر است.

## انحصار و کارایی
انحصار طبیعی بنگاهی است که برگشت‌های فزاینده به مقیاس را در محدودهٔ مربوط به محصول تجربه می‌کند. انحصار طبیعی جایی است که هزینهٔ متوسط تولید «که درطول محدودهٔ مربوط به تقاضای تولید کاهش می‌یابد» اتفاق می‌افتد. محدودهٔ مربوط به تقاضای تولید جایی است که منحنی هزینه متوسط پایین منحنی تقاضا وجود دارد. وقتی که این وضعیت رخ می‌دهد محدودهٔ مربوط به تقاضای تولید همیشه برای یک شرکت بزرگ به منظور عرضه به بازار نسبت به چند شرکت کوچکتر ارزانتر است، در حقیقت، دولت درچنین بازارهایی که به‌طور طبیعی در انحصار ظاهر می‌شوند مداخله نمی‌کند. انحصار طبیعی از ناکارآمدی مشابه‌ای مانند هر انحصار دیگری رنج می‌برد. این نوع انحصار، جایی که درآمد نهایی با هزینه‌های نهایی برابر می‌شود سود به دست می‌آورد. شکست چنین انحصارهایی به وسیلهٔ ناکارآمدی تعریف می‌شود. غالباً روش‌های استفاده شده برخورد با انحصارهای طبیعی، مقررات دولت و مالکیت عمومی می‌باشد. نظارت دولت به‌طور کلی از کمیسیون‌های نظارتی که وظیفه اصلی آن‌ها تنظیم قیمت است، تشکیل شده‌است. برای کاهش قیمت‌ها و افزایش محصول تنظیم‌کننده، اغلب از قیمت‌گذاری هزینه متوسط استفاده می‌کند. براساس قیمت‌گذاری هزینه متوسط قیمت و مقدار باتقاطع منحنی هزینه متوسط و منحنی تقاضا تعیین می‌شود. این طرح قیمت‌گذاری هر گونه سود اقتصادی مثبت، که از برابری قیمت و هزینه متوسط به دست می‌آید را حذف می‌کند. این قیمت‌گذاری کامل نیست. تنظیم کنندگان باید هزینه متوسط را برآورد کنند. انگیزه بنگاه‌ها با هزینه‌های پایین‌تر کاهش می‌یابد. این نوع مقررات به انحصارهای طبیعی محدود نمی‌شود.

## قانون انحصار خاموش
یک انحصارطلب وقتی که قیمت کمتر از هزینه متوسط متغیر برای هر سطح ستاده‌است، باید خاموش باشد. به عبارت دیگر، جایی که تمام منحنی تقاضا زیر منحنی هزینه متوسط متغیراست باید خاموش باشد. در چنین شرایطی، در سطح حداکثر سود ستاده(MR =MC)، درآمد متوسط از هزینه‌های متوسط متغیر پایین‌تر می‌باشد در نتیجه بهتر است که انحصارطلب‌ها در کوتاه مدت خاموش باشند.